# Tébuconazole
Le tébuconazole est une substance active de produit phytosanitaire (ou produit phytopharmaceutique, ou pesticide), qui présente un effet fongicide, et qui appartient à la famille chimique des triazoles.

## Réglementation
Sur le plan de la réglementation des produits phytopharmaceutiques :
- pour l’Union européenne : cette substance active est en cours d'examen pour l'inscription à l'annexe I de la directive 91/414/CEE relative à la mise sur le marché des produits phytopharmaceutiques. Par ailleurs, elle est inscrite en tant que biocide à l’annexe I de la directive 98/8/CE par la décision 2008/86/CE.
- pour la France : cette substance active est autorisée dans la composition de préparations bénéficiant d’une autorisation de mise sur le marché.

## Caractéristiques physico-chimiques
Les caractéristiques physico-chimiques dont l'ordre de grandeur est indiqué ci-après, influencent les risques de transfert de cette substance active vers les eaux, et le risque de pollution des eaux :
- Hydrolyse à pH 7 : stable[réf. nécessaire],
- Solubilité : eau : 29 mg·l-1[3]à pH 7,
- Coefficient de partage carbone organique-eau : 992 ml·g-1[réf. nécessaire]. Ce paramètre, noté Koc, représente le potentiel de rétention de cette substance active sur la matière organique du sol. La mobilité de la matière active est réduite par son absorption sur les particules du sol.
- Durée de demi-vie : 62 jours[réf. nécessaire]. Ce paramètre, noté DT50, représente le potentiel de dégradation de cette substance active, et sa vitesse de dégradation dans le sol.
- Coefficient de partage octanol-eau : 3,7[réf. nécessaire]. Ce paramètre, noté log Kow ou log P, mesure l’hydrophilie (valeurs faibles) ou la lipophilie (valeurs fortes) de la substance active.

## Écotoxicologie
Sur le plan de l’écotoxicologie, les concentrations létales 50 (CL50) dont l'ordre de grandeur est indiqué ci-après, sont observées :
- CL50 sur poissons : 2,3 mg·l-1[4],
- CL50 sur daphnies : 0,46 mg·l-1[4],
- CL50 sur algues : 0,144 mg·l-1[4].

## Toxicité pour l’homme
Sur le plan de la toxicité pour l’Homme, la dose journalière acceptable (DJA) est de l’ordre de : 0,03 mg·kg-1·j-1[réf. nécessaire].

## Source
- FOOTPRINT (2007, 2008). The FOOTPRINT Pesticide Properties DataBase. Database collated by the University of Hertfordshire as part of the EU-funded FOOTPRINT project (FP6-SSP-022704). http://sitem.herts.ac.uk/aeru/footprint/fr/index.htm